# Mesopausa

Strati dell'atmosfera

La mesopausa è il terzo livello dell'atmosfera che delimita due strati: la mesosfera e la termosfera. La temperatura della mesopausa è la più fredda che si incontra nell'atmosfera (circa -80 °C). Viene identificata ad un'altitudine di circa 85 km.
Al confine fra mesopausa e termosfera hanno luogo le aurore polari.